# Amur
|  | Per a altres significats, vegeu «Amur (desambiguació)». |

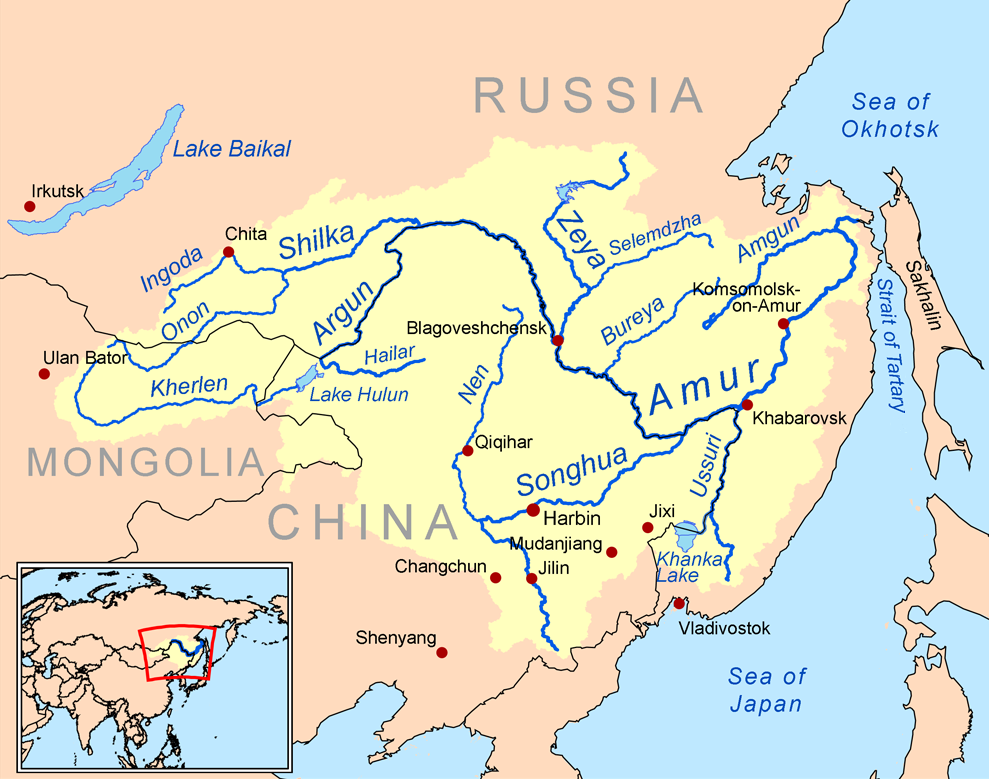
Mapa de la conca hidrogràfica del riu Amur.

L'Amur (en rus, Амур, Amur; en even, Тамур, Tamur; en xinès, 黑龙江, Hēilóng Jiāng, o 'riu del Drac Negre'; en manxú, , Sahaliyan Ula, o 'riu Negre') és un riu de Manxúria, a l'Extrem Orient, el desè riu més llarg del món, que marca la frontera est entre Rússia i la Xina. Neix al límit entre aquests dos estats a la confluència dels rius Ergune i Xilka. Passa per les ciutats de Blagovésxensk, Khabàrovsk i Komsomolsk na Amure. Està connectat amb el llac Bolon mitjançant una sèrie de canals. Desemboca a la mar d'Okhotsk, a l'estret de Tatària, davant l'illa de Sakhalín, després d'un recorregut de 4.444 km. Té una conca d'1.850.000 km².
L'espècie més comuna de peix de l'Amur és el kaluga, que arriba a una longitud de fins a 5,6 metres. Hi ha varietat de grans peixos depredadors com el cap de serp de nord, el lluç de riu de Amor, el salmó siberià, el silurus asotus, carpes depredadora i elopichthys bambusa, així com les poblacions de tortugues de més al nord i els lotus de l'Índia.

## Nom
Històricament, era habitual referir-se a un riu simplement com a "aigua". Hi ha paraules similars per a "aigua" o "riu" en diverses llengües asiàtiques: per exemple, 물 mul ("aigua") en coreà, muren o mörön ("riu") en mongol i 水midu > mizu ("aigua")) en japonès. El nom "Amur" pot haver evolucionat a partir d'una paraula arrel per a l'aigua, juntament amb un modificador de mida per tal de significar "Aigua gran". Els seus antics noms xinesos eren Yushui, Wanshui i Heishui, formats a partir de variants de shui, que significa "aigua".
El nom modern xinès per al riu, Heilong Jiang, i el nom manxú Sahaliyan Ula o el de Mongòlia, Khar Morón (ciríl·lic: Хар мөрөн), volen dir dir riu Negre.
En fonts japoneses del final del període Edo s'ha anomenat Kanagakawa.

## Curs

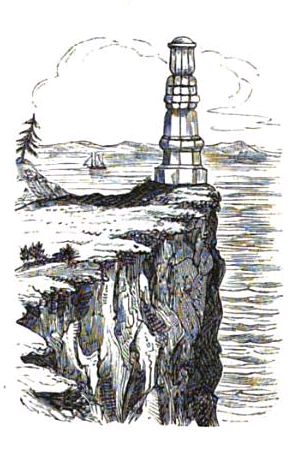
Un romanent dels monuments de Yishiha a Tyr c. 1860

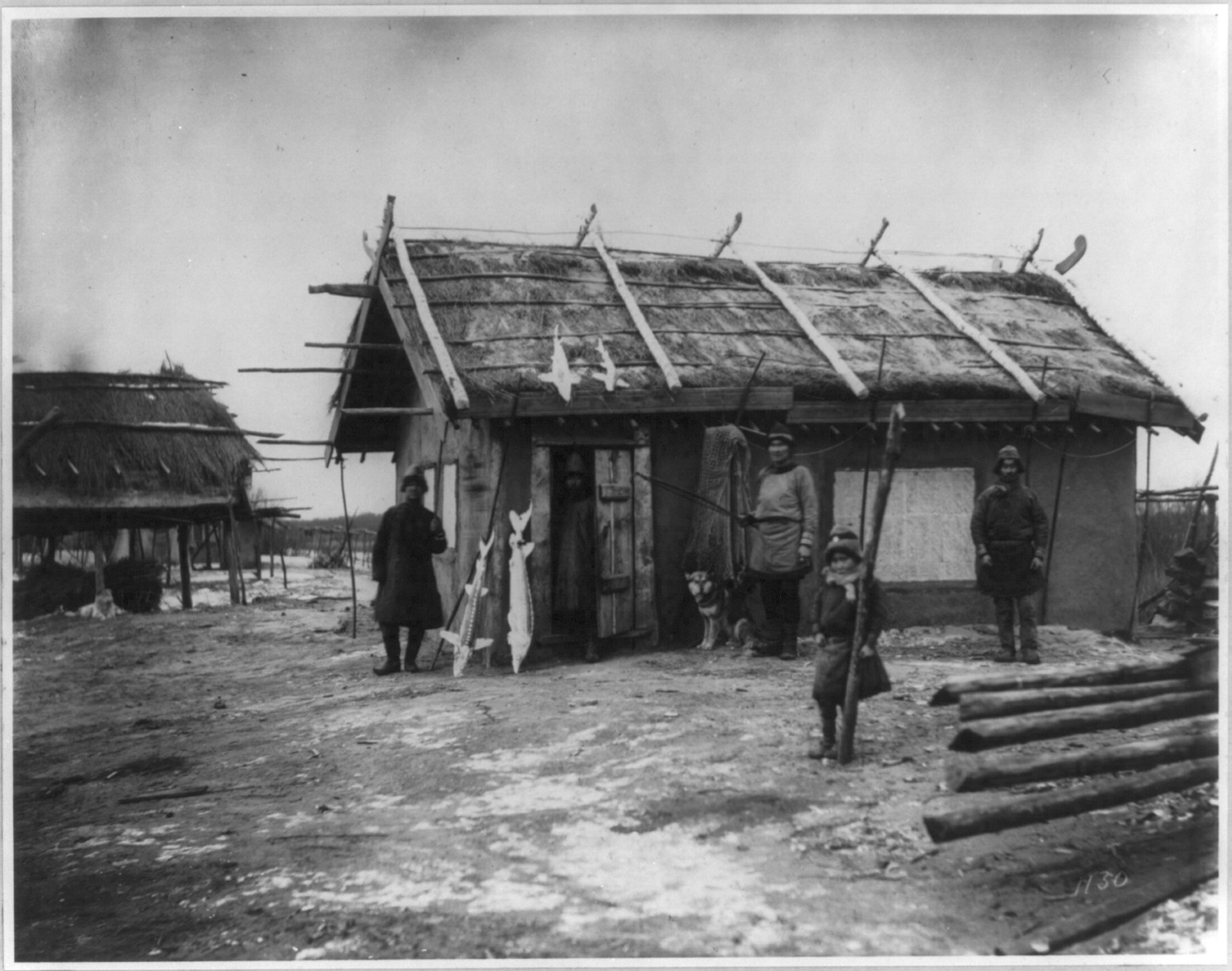
Poble de Nanai al llarg de l'Amur, al nord de Khabarovsk, 1895

El riu neix als turons de la part occidental del nord-est de la Xina, a la confluència dels seus dos afluents principals, el Shilka i l'Argun (o Ergune), a una altitud de 303 m. Flueix cap a l'est formant la frontera entre la Xina i Rússia, i lentament fa un gran arc cap al sud-est durant uns 400 km, rebent molts afluents i passant per moltes ciutats petites. A Huma, se li uneix un afluent important, el Huma He. Després continua fluint cap al sud fins que, entre les ciutats de Blagovésxensk, a Rússia, i Heihe, a la Xina, s'eixampla significativament, ja que s'uneix a un dels seus afluents més importants, el Zeya. 
L'Amur segueix a l'est i gira de nou al sud-est en la confluència amb el Bureya, i després no rep un altre afluent significatiu durant gairebé 250 km abans de la seva confluència amb el seu afluent més gran, el Sungari, a Tongjiang. A la confluència amb el Songhua, el riu gira al nord-est, fluint ara cap a Khabàrovsk, on s'uneix a l'Ussuri i deixa de definir la frontera entre Rússia i la Xina. El riu continua fins a convertir-se en un riu trenat, que flueix cap al nord-nord-est a través d'una àmplia vall a l'est de Rússia, passant per Amursk i Komsomolsk na Amure. La vall s'estreny després d’uns 200 km i el riu torna a fluir cap al nord cap a planes a la confluència amb l’Amgun. Poc després, l'Amur gira bruscament cap a l'est i es converteix en un estuari a Nikolàievsk na Amure, a uns 20 km riu avall del qual desemboca a l'Estret de Tatària. 
Flueix pel nord- est asiàtic durant més de 4.444 km (inclosos els seus dos afluents), des de les muntanyes del nord-est de la Xina fins al mar d'Okhotsk (prop de Nikolayevsk-na-Amure), drena una notable conca hidrogràfica que inclou diversos paisatges de desert, estepa, tundra i taigà, que acaba buidant-se a l'oceà Pacífic a través de l'estret de Tàrtaria, on la desembocadura del riu s'enfronta a l'extrem nord de l'illa de Sakhalin.
L'Amur sempre ha estat estretament relacionat amb l'illa de Sakhalin a la seva desembocadura, i la majoria dels noms de l'illa, fins i tot en les llengües dels pobles indígenes de la regió, es deriven del nom del riu: «Sakhalin» deriva d'un La forma dialectal del tungusic s'associa amb el manxú sahaliyan («negre», com en sahaliyan ula, «Riu Negre»), mentre que l'ainu i el japonès «Karaputo» o «Karafuto» deriva del nom ainu de l'Amur o la seva boca. Anton Txékhov va descriure l'Amur de manera vívida en escrits sobre el seu viatge a l'illa de Sakhalin el 1890.
El cabal mitjà anual varia de 6.000 m³/s (1980) a 12.000 m³/s (1957), donant lloc a una mitjana de 9.819 m³/s o 310 km³ per any. L'escorrentia màxima mesurada es va produir l'octubre de 1951 amb 30.700 m³/s mentre que el cabal mínim es va registrar el març de 1946 amb només 514 m³/s.

## Afluents
Els afluents més grans de l'Amur són:
- Argun (dreta)
- Shilka (esquerra)
- Amazar (esquerra)
- Oldoy (esquerra)
- Huma He (dreta)
- Zeya (esquerra)
- Bureya (esquerra)
- Songhua (dreta)
- Bira (esquerra)
- Ussuri (dreta)
- Tunguska (esquerra)
- Anyuy (dreta)
- Gur (dreta)
- Gorin (esquerra)
- Amgun (esquerra)

## Ponts i túnels

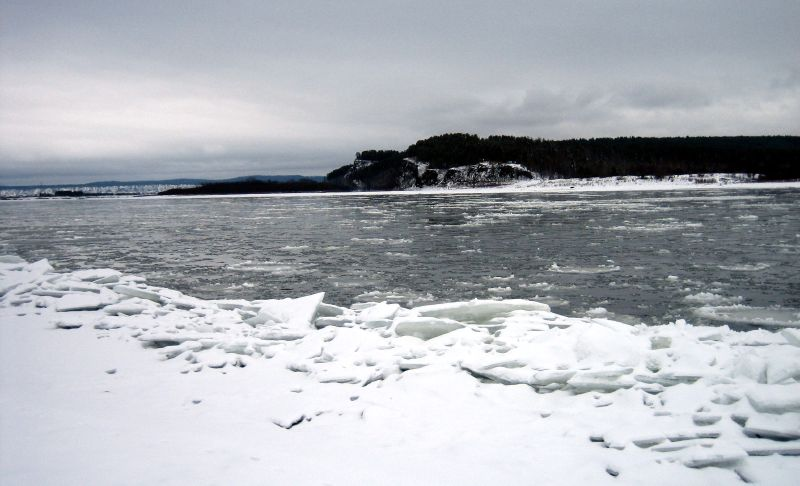
Deriva de gel a l'Amur

El primer pont permanent a través de l'Amur, el pont de Khabarovsk amb una longitud total de 2590 m, es va completar el 1916, permetent que els trens del Ferrocarril Transiberià travessin el riu durant tot l'any sense utilitzar ferris o vies de ferrocarril a la part superior del gel del riu. El 1941 també es va afegir un túnel ferroviari.
Més tard, es van construir un pont de carretera i ferrocarril sobre l'Amur a Komsomolsk-on-Amur (1975; 1400 m) i el pont de Khabarovsk per carretera i ferrocarril (1999; 3890 m).
El pont ferroviari Tongjiang-Nizhneleninskoye va ser proposat l'any 2007 per Valery Solomonovich Gurevich, el vicepresident de la província autònoma jueva a Rússia. El pont del ferrocarril sobre l'Amur connectarà Tongjiang amb Nizhneleninskoye, un poble de l'òblast autònom jueu. La part xinesa del pont es va acabar el juliol de 2016. El desembre de 2016 es van iniciar les obres a la part russa del pont. La finalització de l'enllaç estructural entre els dos costats del pont es va completar el març de 2019. L'obertura al trànsit ferroviari s'ha retardat repetidament, amb l'estimació de desembre de 2019 de "finals de 2020", i després del 3r trimestre de 2021.

## Història i context

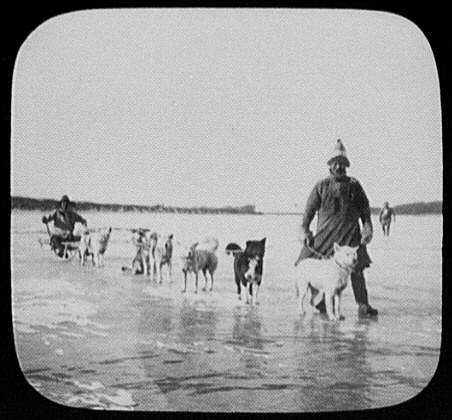
Homes Nanai amb trineu de gossos a l'Amur, 1895

Durant molts segles els habitants de la vall d'Amur comprenien els tungusos (evenkis, evenki, ducher, jurtxets, Nanai, Ulch, mongols (daur), alguns ainu i, prop de la seva desembocadura, els Nivkhs. Per a molts d'aquests grups, la pesca a l'Amur i els seus afluents va ser la principal font de la seva subsistència. Fins al segle XVII aquests pobles no eren coneguts pels europeus i poc coneguts pels xinesos han, que de vegades els descrivien col·lectivament com els jurchens salvatges. El terme en xinès Yúpí Dázi魚皮 韃 子 ("tàrtars de pell de peix") es va aplicar també als nanais i grups afins, a causa de la seva roba tradicional feta de pells de peix.
Els mongols, governant la regió com a dinastia Yuan, van establir una tènue presència militar a la part inferior d'Amur als segles XIII i XIV; a prop del poble de Tyr s'han excavat ruïnes d’un temple de l'era del Yuan. Durant els regnats dels emperadors Zhu Zhanji, Yǒnglè i Xuande (principis del segle XV), la dinastia Ming va arribar a Amur en el seu impuls per establir el control sobre les terres adjacents a l'Imperi Ming al nord-est, que després es coneixeria com Manxúria. Les expedicions dirigides per l'eunuc Yishiha van arribar a Tyr diverses vegades entre 1411 i principis de la dècada de 1430, reconstruint dues vegades el temple de Yongning i obtenint almenys la fidelitat nominal de les tribus d'Amur inferiors al govern Ming.
Algunes fonts també informen d'una presència xinesa durant el mateix període al centre d'Amur. Va existir un fortí a Aigun durant uns 20 anys durant l'era Yongle a la riba esquerra, (nord-oest) aigües avall de la desembocadura del riu Zeya. Aquesta dinastia Ming Aigun es trobava a la riba oposada de la posterior Aigun que posteriorment es va traslladar durant la dinastia Qing. La influència cultural i religiosa xinesa com l'Any Nou xinès, el "déu xinès", motius xinesos com el drac, espirals, volutes i béns materials com l'agricultura, la ramaderia, la calefacció, les olles de ferro, la seda i el cotó es van estendre entre els nadius d'Amur com els Udeghes, Ulchis i Nanais.
Aleshores, els manxús estaven ocupats amb la conquesta de la Xina; però unes dècades després, durant l'era Kangxi del 1661-1722, van dirigir la seva atenció al nord de Manxúria. Aigun es va restablir prop del suposat lloc de Ming cap al 1683 i unes expedicions militars van anar riu amunt per desallotjar els russos, l'establiment albazí dels quals va privar als governants manxú de l'homenatge de les pells de sabre que els solons i els daurs de la zona subministrarien. d'una altra manera.
Fedor Soimonov va ser enviat a cartografiar la zona llavors explorada de l'Amur el 1757. Va cartografiar el Shilka, que es trobava en part en territori xinès, però es va tornar enrere quan va arribar a la seva confluència amb els Argun. La proselitització russa del cristianisme ortodox als pobles indígenes de l'Amur va ser vista com una amenaça pels Qing.

## Fauna salvatge
Hi ha almenys 123 espècies de peixos de 23 famílies que habiten els Amur. La majoria són de la subfamília Gobioninae Cipriniformes, seguida en nombre per salmònids. Diverses espècies són endèmiques.Pseudaspius leptocephalus i Mesocottus són gèneres monotípics que només es troben a l'Amur i alguns rius costaners propers.
Es poden trobar quatre espècies de la família dels Acipenseridae: kaluga, esturió Amur, esturió Sakhalin i esterlet. L'esturió Kaluga i Amur són endèmics. L'esterlet es va introduir a partir de l'Obi als anys cinquanta.